# Колбарньюс
Колбарньюс це новинний веб-сайт перською, курдською та англійською мовами, який охоплює новини, пов'язані з Колбараном і громадськими рухами в Курдистані та Ірані.  

## Річні звіти
На додаток до висвітлення новин, пов'язаних із громадськими рухами Курдистану та Ірану, Кольбарньюс спеціально висвітлює новини, пов'язані з арештом, побиттям, пораненням і вбивством кольбарів. Ці новини публікуються в розділі під назвою «Річні звіти», який оновлюється що півроку та щороку, відповідно до сонячного календаря. Звіти публікуються мовою фарсі на веб-сайті.    

## Зовнішнє посилання
- Офіційний перський сайт
- Офіційний англійський сайт
- Офіційний курдський сайт
- Колбарньюс у Twitter
- Колбарньюс в Instagram
- Колбарньюс у Telegram